# قسم مردهك الريفي (غرمسار كرمان)
قسم مردهك الریفي (بالفارسية: دهستان مردهک) هي قسم تقع في إيران في ناحية جنوب جبال بارز. يقدر عدد سكانها بـ 7,785 نسمة .